# Johannes Fröhlinger
Johannes Fröhlinger, né le 9 juin 1985 à Gerolstein, est un coureur cycliste allemand, professionnel entre 2007 et 2019.

## Biographie

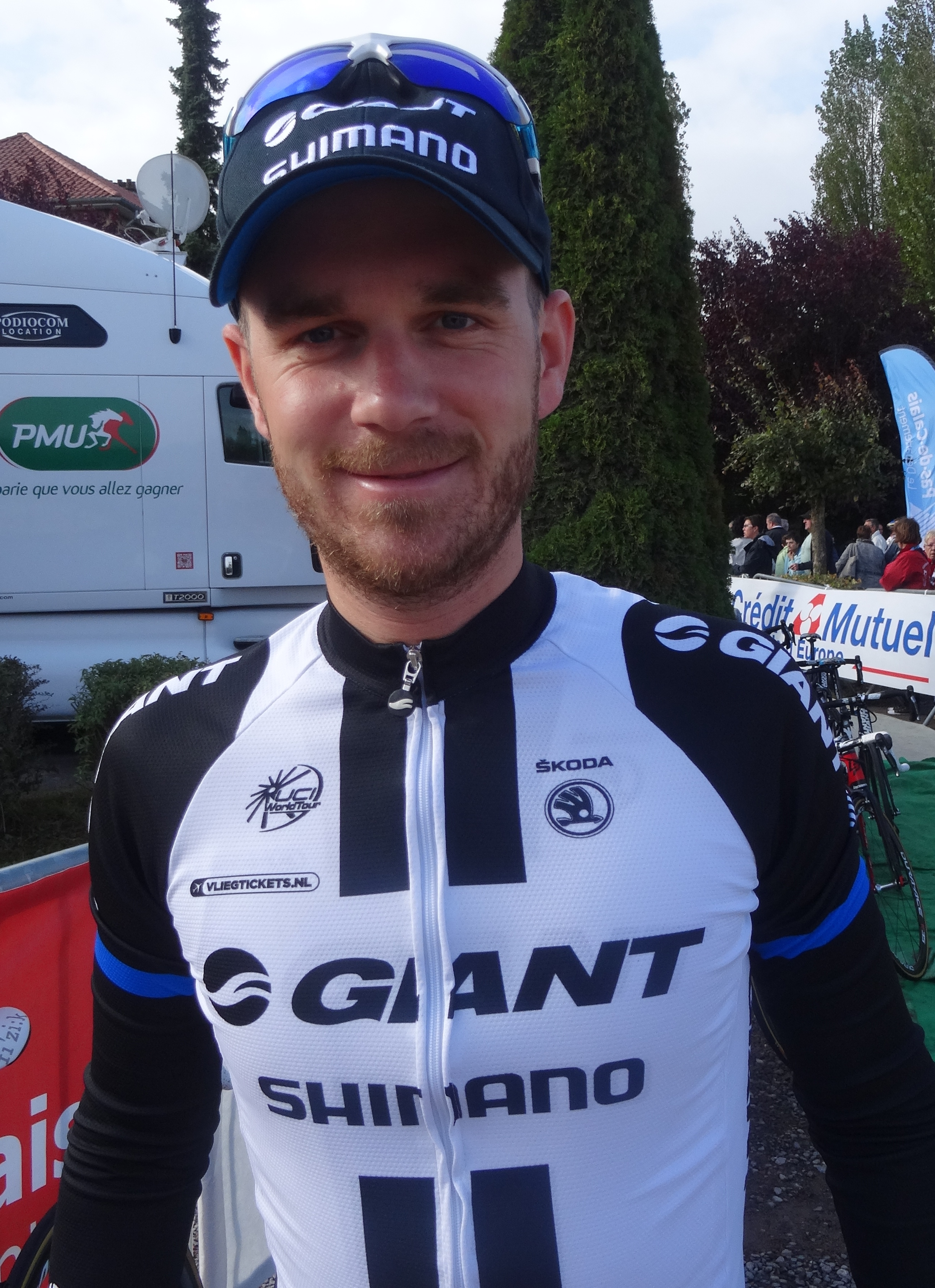
Johannes Fröhlinger lors du Grand Prix d'Isbergues 2014.

Johannes Fröhlinger commence sa carrière professionnelle en 2007 au sein de l'équipe ProTour allemande Gerolsteiner. Il y reste deux ans et dispute avec elle le Tour d'Espagne 2007, son premier grand tour, qu'il termine à la 45e place, et Tour d'Italie 2008, dont il prend la 51e place. L'équipe disparaît à la fin de l'année 2008 à la suite du retrait du sponsor Gerolsteiner Brunnen (de).
Avec sept autres coureurs de Gerolsteiner, Johannes Fröhlinger rejoint Milram, autre équipe formation ProTour allemande. Il participe au Tour de France en 2009 et 2010. L'équipe Milram disparaît à son tour à la fin de la saison 2010.
En 2011, Fröhlinger est recruté par l'équipe continentale professionnelle néerlandaise Skil-Shimano. 
En 2012, Skil-Shimano devient provisoirement Project 1t4i en début de saison, puis s'appelle Argos-Shimano à partir du mois d'avril, avec l'arrivée du nouveau sponsor Argos Oil (nl). Johannes Fröhlinger est victime d'une chute au cours de la 6e étape du Tour de France. Il se fracture alors un doigt et est non-partant lors de la 8e étape. Il dispute ensuite le Tour d'Espagne, aux côtés de John Degenkolb qui gagne cinq étapes. En septembre, il fait partie de l'équipe d'Allemagne lors de la course en ligne des championnats du monde, avec pour leader John Degenkolb. Il y remplace Linus Gerdemann, souffrant du genou. Degenkolb prend la quatrième place, tandis que Fröhlinger est 79e.
Fröhlinger est sélectionné pour la course en ligne des championnats du monde de Richmond. Les chefs de file allemands sont André Greipel et son coéquipier John Degenkolb. Quelques semaines plus tard il prolonge son contrat avec la formation Giant-Alpecin.
Fin 2019, il arrête sa carrière à 34 ans.

## Palmarès et classements mondiaux

### Palmarès
- 2003
  - 1re étape de la Vuelta al Besaya
- 2006
  - Trophée des champions
  - Classement général du Tour Alsace
- 2009
  - 3e du Grand Prix de la Forêt-Noire

### Résultats sur les grands tours

#### Tour de France
4 participations
- 2009 : 78e
- 2010 : 90e
- 2012 : non-partant (8e étape)
- 2013 : 146e

#### Tour d'Italie
1 participation
- 2008 : 51e

#### Tour d'Espagne
10 participations
- 2007 : 45e
- 2010 : 37e
- 2011 : 49e
- 2012 : 83e
- 2013 : 59e
- 2014 : 97e
- 2015 : 143e
- 2016 : 87e
- 2017 : 120e
- 2018 : 115e

### Classements mondiaux
| Année                  | 2006 | 2007 | 2008 | 2009 | 2010 | 2011 | 2012 | 2013 | 2014 | 2015 |
| ---------------------- | ---- | ---- | ---- | ---- | ---- | ---- | ---- | ---- | ---- | ---- |
| Calendrier mondial UCI |      |      |      | 184e |      |      |      |      |      |      |
| UCI World Tour         |      |      |      |      |      |      |      | nc   | nc   | nc   |
| UCI Asia Tour          |      |      |      |      |      | 159e |      |      |      |      |
| UCI Europe Tour        | 571e |      |      |      |      | 316e | nc   |      |      |      |